# 康玉乡
康玉乡（藏語：ཁང་ཡུལ་，威利转写：khang 'ü），是中华人民共和国西藏自治区林芝市波密县下辖的一个乡镇级行政单位。

## 行政区划
康玉乡下辖以下地区：
通堆村、乌那村、达曲村、宗热村和拉瓦西村。